# Métro de Samara
Le métro de Samara (en russe : Самарское метро, Samarskoïe metro) désigne le métropolitain de la ville de Samara, en Russie.
Ouvert en 1987, le réseau est composé d’une ligne est-ouest de 11,6 km en exploitation commerciale et compte dix stations. La construction a débuté en 1980 pour une ligne qui doit à terme atteindre 17 km avec 13 stations.
La construction  d'une deuxième ligne, 9 km et 6 stations, fait partie d'un programme de développement du système de transport de Samara, pour la période 2014-2025.

## Historique
A la fin des années 70, la ville qui s'appelait alors Kouïbychev dépassa le million d'habitants, ce qui en faisait une ville éligible pour disposer d'un métro selon la planification soviétique. La planification prévoyait également dans ce cas que le réseau devait être constitué de trois lignes. La construction de la première ligne est-ouest débuta en 1980. Une première section du cinquième métro de Russie, 4 stations (4,5 km), était ouverte en décembre 1987.
Malgré son grand succès de fréquentation, les difficultés commencèrent rapidement du fait des bouleversements de la fin de l'Union soviétique. Initialement prévues pour 1991, les trois stations suivantes, 4,5 km, s’ouvraient lentement, une station à la fois, de décembre 1992 à décembre 1993. À la fin du siècle dernier, le métro atteignait péniblement sept stations.
La construction de la troisième phase prévue initialement dans la seconde moitié des années 90, a été extrêmement lente en raison de reports réguliers. La première station a ouvert ses portes en décembre 2002 et la seconde cinq ans plus tard, en 2007.
La station suivante, Alabinskaya, devait être inaugurée en 2010, finalement reportée à février 2015. Le tunnel de Rossiyskaya jusqu'à Alabinskaya a été réalisé grâce à un tunnelier utilisé par les constructeurs du métro de Kazan.
L'ouverture d'une nouvelle station, Teatralnaya, est prévue pour 2024.
| Tronçon                    | Date d'ouverture    | Longueur |
| -------------------------- | ------------------- | -------- |
| Yungorodok – Pobeda        | 26 décembre 1987    | 4.5 km   |
| Pobeda – Sovetskaya        | 31 décembre 1992    | 1.6 km   |
| Sovetskaya – Sportivnaya   | 25 mars 1993        | 1.4 km   |
| Sportivnaya – Gagarinskaya | 30 décembre 1993    | 1.5 km   |
| Gagarinskaya – Moskovskaya | 12 décembre 2002    | 1.3 km   |
| Moskovskaya – Rossiyskaya  | 26 décembre 2007    | 1.1 km   |
| Rossiyskaya – Alabinskaya  | 1er février 2015    | 1.3 km   |
| Total : 10 stations        | Total : 10 stations | 12.7 km  |

## Stations
Le réseau du métro de Samara est constitué d’une seule ligne appelée Première ligne (en russe : Первая линия) comportant dix stations.

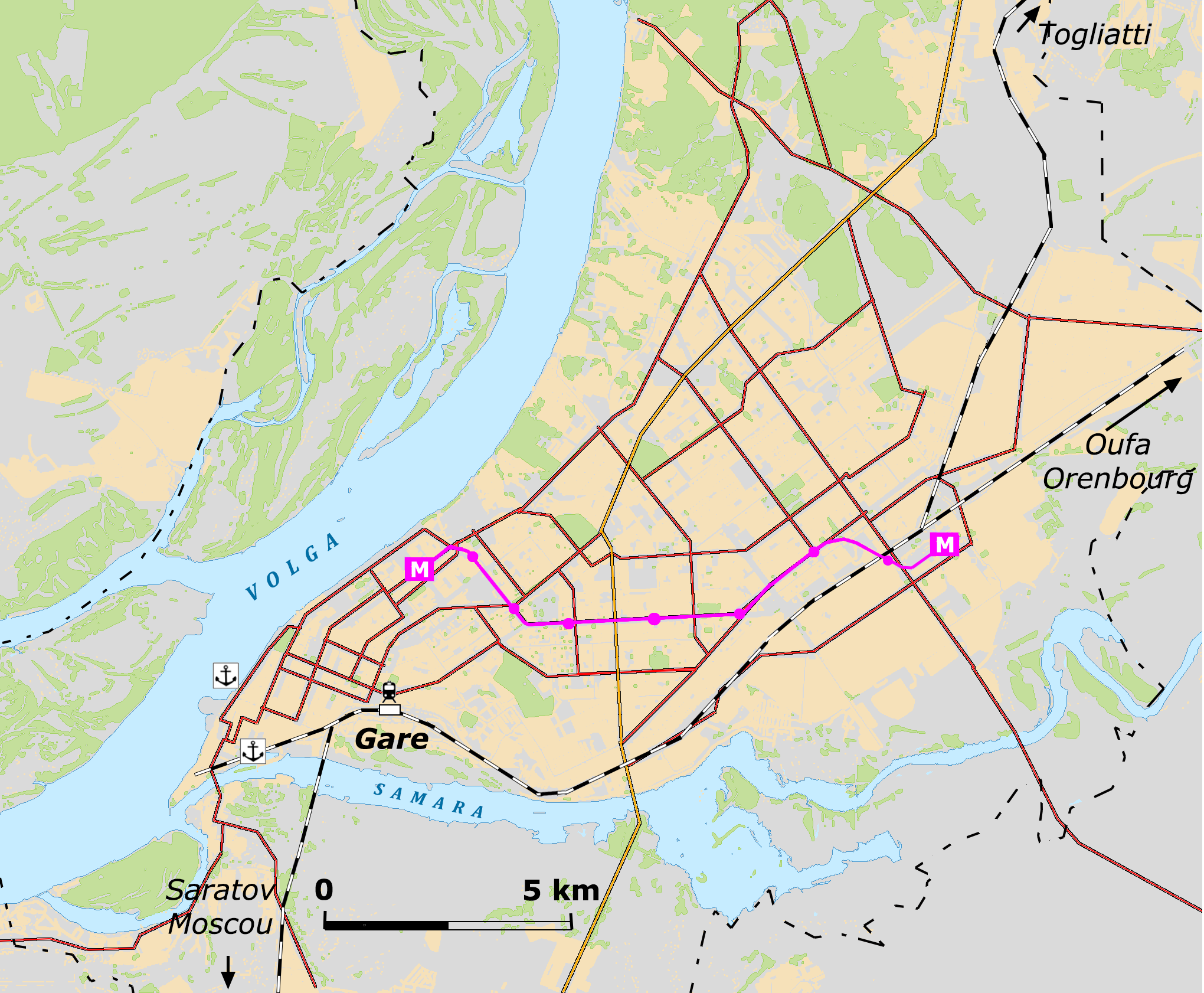
La ligne de métro dans le plan général de Samara.

| Nom          | Nom russe   | Date d’ouverture       |
| ------------ | ----------- | ---------------------- |
| Ioungorodok  | Юнгородок   | 26 décembre 1987       |
| Kirovskaïa   | Кировская   | 26 décembre 1987       |
| Bezymianka   | Безымянка   | 26 décembre 1987       |
| Pobeda       | Победа      | 26 décembre 1987       |
| Sovetskaïa   | Советская   | 31 décembre 1992       |
| Sportivnaïa  | Спортивная  | 25 mars 1993           |
| Gagarinskaïa | Гагаринская | 30 décembre 1993       |
| Moskovskaïa  | Московская  | 27 décembre 2002       |
| Rossiïskaïa  | Российская  | 26 décembre 2007       |
| Alabinskaïa  | Алабинская  | 26 décembre 2014       |
| Teatralnaïa  | Театральная | 2024 (en construction) |

## Matériel roulant
Actuellement, 11 trains à quatre voitures sont affectés au système. Tous sont des modèles 81-717 / 714. Le matériel roulant est entreposé au dépôt "Kirovskoye". Le métro de Samara doit recevoir gratuitement plusieurs trains d'occasion de type Rusich de Moscou en 2018, afin de pouvoir remplacer le matériel roulant plus ancien.

## Exploitation et fréquentation
Le métro est exploité par une société municipale, Samarsky Metropoliten, qui avait été privatisée au début des années 90 par le ministère russe des Transports. La société est responsable de toute la gestion du système, y compris la gestion et la réparation des tunnels et des voies, du matériel roulant, des stations et même de la planification de la coordination des travaux de construction.
La trafic du métro semble actuellement en baisse régulière, passant de près de 17 millions en 2009 à près de 14 millions en 2018. En 2021, le nombre de passagers étaient de 10,3 millions.